# Гомологія (біологія)

Принцип гомології: Біологічні взаємовідношення (показані кольорами) кісток передніх кінцівок хребетних як аргумент на користь еволюції використав Чарлз Дарвін

Гомоло́гія (від дав.-гр. ὅμοιος — «той же» + λογος — «слово», «закон») — спільне походження біологічних структур або зіставних частин порівнюваних об'єктів. У біології поняття гомології використовують в порівняльній анатомії з середини 19 століття, і — у ревізованому вигляді — у порівняльних дослідженнях геномів. В рамках еволюційної біології, гомологія інтерпретується як схожість, обумовлена походженням від загального попередника. Гомологічність генетичної послідовності часто пропонує загальну функцію, і хоча це правило не завжди правильне, його часто використовують як перший крок порівняння генів.
У старій літературі поняття гомології використовують у спорідненому, але дещо іншому значенні, таке використання можна знайти в роботах М. І. Вавилова і пізніших авторів про закон гомологічних рядів у спадковій мінливості.

## Гомологія репродуктивної системи
Чоловічі й жіночі геніталії є гомологічними, оскільки розвиваються у процесі ембріонального розвитку зі статевого горбка з навколишніми тканинами.
| Жіночі статеві органи                              | Чоловічі статеві органи                              |
| -------------------------------------------------- | ---------------------------------------------------- |
| Клітор                                             | Пеніс                                                |
| Голівка клітора                                    | Голівка пеніса                                       |
| Каптур клітора                                     | Крайня плоть пеніса                                  |
| Вуздечка кліторального каптура                     | Вуздечка крайньої плоті пеніса                       |
| Печеристе тіло і ніжки клітора                     | Печеристі тіла пеніса                                |
| Кліторальні (вестибулярні) цибулини/присінку       | Непарне губчасте тіло пеніса (цибулина пеніса)       |
| Підвісна зв'язка клітора                           | Підвісна зв'язка пеніса                              |
| Уретра                                             | Уретра                                               |
| Парауретральні (малі вестибулярні) залози          | Простата (передміхурова залоза)                      |
| Бартолінові (великі вестибулярні) залози           | Куперові (бульбоуретральні) залози в основі пеніса   |
| Малі статеві губи                                  | Губчаста частина сечівника[уточнити]                 |
| Великі статеві губи                                | Мошонка, покривна шкіра пеніса                       |
| Вагіна                                             | Чоловіча маточка                                     |
| Фаллопієві труби                                   | Привіски придатка яєчка                              |
| Придатки яєчника                                   | Сім'явипорскувальна протока                          |
| Геніталії жіночого ембріона, 17-й тиждень гестації | Геніталії чоловічого ембріона, 17-й тиждень гестації |
|                                                    | Цей розділ потребує доповнення.                      |

## Гомологія послідовностей
Дві послідовності, нуклеотидні чи пептидні, вважаються гомологічними, якщо вони мають спільне еволюційне походження. Гомологічність є якісною, а не кількісною ознакою, тому у неї немає ступенів. Зазвичай гомологічні пептидні чи нуклеотидні послідовності мають високий рівень ідентичності. Проте, нерідко впродовж еволюції вони набувають значних відмінностей. Наприклад, амінокислотні послідовності людських β-глобіну та нейроглобіну ідентичні всього на 22 %. З іншого боку, як правило, просторові структури білків розходяться значно повільніше, внаслідок чого більшість гомологічних білків все ще мають схожу форму.
Гомологічні послідовності можуть бути ортологічними або паралогічними. Ортологами називають гени різних видів, що виникли зі спільного предкового гена у процесі видоутворення. Паралогами називають гомологічні послідовності одного виду, що виникли внаслідок дуплікації генів. Прикладом ортологів можуть бути гени міоглобіну миші і людини, вони виконують однакову функцію в обидвох організмів. Прикладом паралогів — α-1 і α-2 глобіни людини, продукти цих генів відрізняються за розподілом в тканинах, закономірностями експресії впродовж розвитку і поширеністю. Паралоги часто мають різні, хоч і пов'язані функції. Гени різних видів, які виникли внаслідок дуплікації (наприклад α-глобін миші і β-глобін людини) не вважаються ні паралогічними, ні ортологічними, а просто гомологічними.
Для оцінки ідентичності послідовностей використовують попарне вирівнювання. При цьому, якщо існує вибір між порівнянням пептидних і нуклеотидних послідовностей, зазвичай, інформативнішим є порівняння перших. Це пов'язано із тим, що багато змін у ДНК не мають жодного ефекту на первинну послідовність відповідного білка. Крім того, при порівнянні білків значно легше враховувати синонімічність амінокислот, тобто ту особливість, що деякі амінокислоти мають схожі біофізичні властивості і можуть заміняти одна одну у поліпептиді без суттєвого впливу на його функціональність. З іншого боку, коли йдеться, про послідовності, що розійшлись не більш як 600 млн років тому, інформативнішим може бути порівняння ДНК.

## Гомологія кісток
Прикладом гомологічної структури може бути будова передні кінцівок хребетних: рука людини, мавпи, крило птаха, плавець дельфіна. Усі вони мають однакове положення та кількість кісток. До спільних кісток належать плече (плечова кістка), передпліччя (ліктьова та променева кістка), кістки зап’ястя (зап’ясткові кістки), кістки кисті (п’ясткові кістки) та пальці (фаланги).
Хоча ці кінцівки мають різні функції, однакові кістки знаходяться в передніх кінцівках обох організмів.